# Aleksandr Artemida
Aleksandr Sergejevitj Artemida (ryska: Александр Сергеевич Артемида), född 14 mars 1975 i Vladivostok, är en rysk kanotist.
Han tog bland annat VM-guld i C-2 200 meter i samband med sprintvärldsmästerskapen i kanotsport 1999 i Milano.